# Михаэль, Герман
Герман Михаэль (нем. Hermann Michael; 24 марта 1937, Швебиш-Гмюнд — 1 сентября 2005, Уффинг-ам-Штаффельзее) — немецкий дирижёр.
Окончил Штутгартскую высшую школу музыки, где изучал скрипку и фортепиано. В 1960 году прослушал в Берлине мастер-класс Герберта фон Караяна, по окончании которого, по преданию, заявил Караяну, что тоже может дирижировать. Караян будто бы выдал в ответ молодому музыканту партитуру Пятой симфонии Яна Сибелиуса, велев продирижировать ею на следующий день; Михаэль так и сделал, заслужив одобрение наставника. Затем он в течение трёх недель занимался под руководством Ханса Сваровски, после чего в 1961 году выиграл первый конкурс дирижёров имени Гвидо Кантелли. Вслед за этим Караян пригласил Михаэля занять место своего ассистента в Венской государственной опере. В 1970—1978 гг. работал в Бременской опере, в 1977—1991 гг. главный дирижёр Оркестра имени Гайдна в Больцано. В 1984 г. дебютировал в США оперой Рихарда Вагнера «Тангейзер» в Сиэтле, после чего выступал в этом городе постоянно, особенно часто с вагнеровским репертуаром. Гастролировал и в других городах США, включая выступления в Метрополитен-опера (в том числе с «Фиделио» Бетховена и «Летучей мышью» Штрауса), а в 1997—2004 гг. возглавлял Финиксский симфонический оркестр. До 2000 года преподавал также в Мюнхенской высшей школе музыки; среди его учеников, в частности, Франц Вельзер-Мёст и Маркус Пошнер.